# Frances Anne Hopkins
Frances Anne Hopkins (Londra, 2 febbraio 1838 – Londra, 5 marzo 1919) è stata una pittrice britannica.

## Biografia

### L'infanzia e il trasferimento in Canada
Frances Anne Hopkins era la terza dei cinque figli di Frederick William Beechey, un idrografo e contrammiraglio della Royal Navy, e di Carlotta Stapleton. Crebbe in una famiglia benestante di artisti ed esploratori artici. Suo padre dipingeva con colori ad acqua, mentre sua zia Anne Phyllis Beechey, che era anche nota come Lady Beechey, era una miniaturista. Suo nonno William Beechey fu un ritrattista e membro della Royal Academy of Arts.
All'età di 20 anni sposò Edward Martin Hopkins, segretario del Governatore Generale della Compagnia della Baia di Hudson, che seguì in Nordamerica. Stabilitasi a Lachine, in Canada, con il marito e i 3 figli di lui,. Hopkins iniziò a dipingere l'ambiente che la circondava, come la casa e il giardino di famiglia Hopkins situati sul fiume San Lorenzo, la casa dei vicini, il molo di Lachine e la vicina Isola di Dorval. Gli schizzi da lei prodotti nei suoi due anni trascorsi a Lachine (dal 1858 al 1860) vennero inclusi nel Lachine Sketchbook , mentre i dipinti che realizzò negli anni 1858 e 1859 si trovano nello Hopkins Album.
Nel 1860 la famiglia si trasferì a Montréal nella zona di Côte-des-Neiges. Qui Hopkins frequentò la classe più elevata della società cittadina, divenendo un eminente ospite per importanti visitatori inglesi, che ivi giungevano per l'attività di commercio delle pellicce, e stringendo legami importanti con gli artisti locali. Presenziando i festeggiamenti tenuti in onore del Principe di Galles, produsse alcuni schizzi, che in seguito sviluppò in grandi dipinti ad acquerello su richiesta del Principe di Galles stesso (più tardi divenuto Re Edoardo VII del Regno Unito) da appendersi nel Castello di Windsor.
Mentre era in Canada, Hopkins accompagnò il marito in molti dei suoi viaggi, specialmente dopo che questi era stato promosso sovrintendente del dipartimento di Montrèal della Compagnia della Baia di Hudson. Ne approfittò per dipingere l'ambiente circostante, il ché la rese una delle poche artiste donne a viaggiare in canoa autonomamente. Dal 1858 al 1870 visitò l'Isola Manitoulin, nel lago Huron, e le Cascate Kakabeka vicino al Lago Superiore, che divennero i principali soggetti delle opere di voyageur per le quali viene oggi ricordata. Con suo marito si recò anche in Inghilterra, ove lei esibì le proprie opere, e in Francia. Nel 1870 Hopkins divenne la prima donna a esporre gran parte delle sue opere in una mostra a Montrèal. Nello stesso anno la famiglia Hopkins tornò definitivamente in Inghilterra.

### Ritorno in Inghilterra
Tra il 1869 e il 1880 Hopkins completò alcuni dei suoi più noti dipinti a olio nel suo studio ad Hampstead. Nel 1869 espose il dipinto Canoes in a Fog, Lake Superior ("Canoe nella nebbia, Lago Superiore") presso la Royal Academy di Londra, il ché segnò un importante punto di svolta nella sua carriera. Divenne molto popolare in Gran Bretagna e i suoi dipinti erano maggiormente venduti nel mercato londinese rispetto a quello del Nordamerica. Alla Royal Academy espose anche Canoe Travelling in the Backwoods of Canada.
Tra gli altri suoi dipinti vi sono Shooting the Rapids (1879), Canoe Manned by Voyageurs Passing a Waterfall (1869), Canoe Party Around a Campfire (1870) e Voyageurs at Dawn (1871). Dipingere paesaggi a quel tempo era considerato di rigore per una donna e i viaggi della Hopkins nel Canada le permisero di crearsi una reputazione come pittrice professionale specializzata nel ritrarre paesaggi delle terre canadesi.
Morì a Hampstead il 5 marzo 1919 all'età di ottantuno anni.
I suoi dipinti hanno un linguaggio di forte carattere narrativo, stilistico e fotografico. Vi è un dibattito a quale stile artistico di pittura si sia conformata la Hopkins, per quanto venga spesso identificata come realista. I suoi dipinti vengono tuttora inclusi nei libri di testo e nelle illustrazioni periodiche, per quanto il suo nome resti poco popolare. In Canada venne organizzata una mostra a lei dedicata solo nel 1990, alla Thunder Bay Art Gallery. Le sue opere si trovano oggi in numerosi musei canadesi come il Glenbow Museum ad Alberta, nonché presso la National Library and Archives of Canada.